# 사일런스 (2016년 영화)
《사일런스》(영어: Silence)은 2016년 공개된 미국의 사극 영화이다. 엔도 슈사쿠의 1966년작 동명 고전을 원작으로, 제이 콕스가 각색하고 마틴 스코세시가 연출했다. 앤드루 가필드와 애덤 드라이버, 리엄 니슨이 세 포르투갈 선교사를 연기한다.

## 출연
- 앤드루 가필드 - 세바스티앙 호드리게스 신부
- 애덤 드라이버 - 프란시스쿠 가흐프 신부
- 리엄 니슨 - 크리스토방 페헤이라 신부
- 아사노 타다노부 - 통역사
- 키어런 하인즈 - 발리냐노 신부
- 츠카모토 신야 - 모키치
- 쿠보즈카 요스케 - 기치지로
- 잇세이 오가타 - 이노우에

## 같이 보기
- 미션 (1986년 영화)